# Будология
Будологията е научна дисциплина, изучаваща различните аспекти на Будизма, като исторически, културни, философски, антропологически и т.н. При това тя е различна от будистката философия, която представлява част от самото учение на историческия Буда. Като отделна дисциплина будологията се появява през ХIX век в резултат на засилващите се контакти на западната цивилизация с различните будистки култури.
За разлика от юдаизма и християнството, в случая на будологията тя е доминирана от изследователи външни за будистката традиция и култура. Все пак японските университети имат първостепенен принос, такъв имат и азиатските емигранти в западния свят, а също и хора от запада възприели будизма.
Според Пребиш:
...изглежда географски могат да се идентифицират поне две „школи“ в будологията: английско-германска и френско-белгийска. Първата (и по-стара) се предвожда от Т.У. Рис-Дейвидс и Херман Олденберг, докато втората включва Луи дьо Вале Пусен, Жан Пржилски, Силвен Леви, Пол Дьомевил и Етиен Ламот. Към тези школи Едуард Конзе съвсем разбираемо добавя трета: Ленинградската школа, включваща Фьодор Шчербатской, Ото Розенберг и Евгений Обермилер. Английско-германската школа поставя ударение почти изключително на писмената традиция на Пали канона, докато френско-белгийската школа използва материали на санскрит, заедно със съответните им преводи на китайски и тибетски език. Ленинградската школа е по-близо до френско-белгийската, отколкото до английско-германската. Това е обща клсификация, но все пак улавя стила на традициите такива, каквито са били поддържани в течение на миналия век.